# Lady Gaga-videográfia

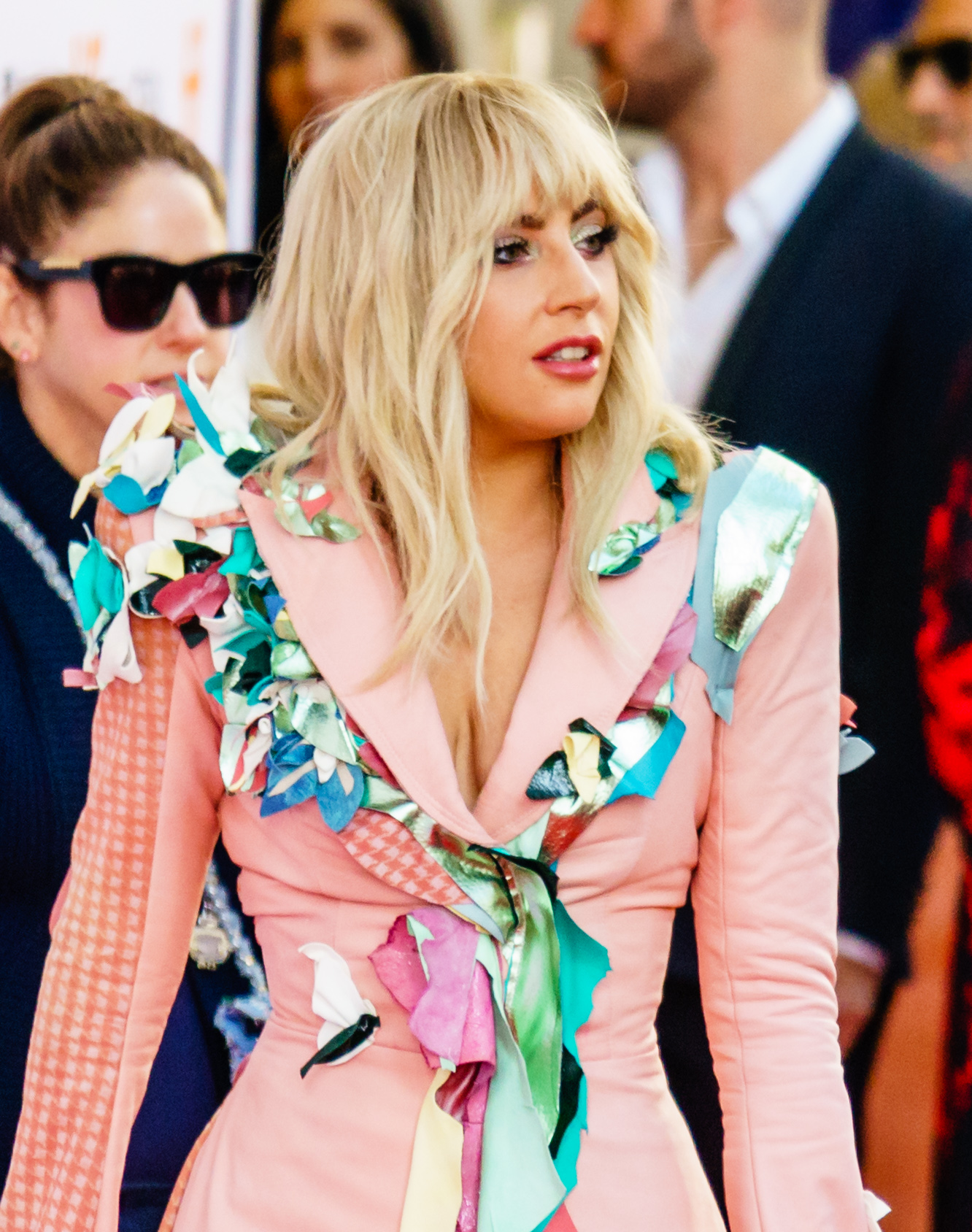
Gaga a 2017-es Torontói Nemzetközi Filmfesztiválon

Lady Gaga amerikai énekesnő karrierje során három videóalbumot és több mint harminc videóklipet adott ki. A 2008-as The Fame című debütáló albumáról a Just Dance, a Poker Face, a LoveGame és a Paparazzi kislemezeihez adott ki videóklipet. Utóbbinál egy kudarcra ítélt ifjú sztárt alakít, aki bosszút áll párján. Első albumának újrakiadásaként 2009-ben jelent meg a The Fame Monster, amelynek első kislemezéhez, a Bad Romance-hez készült klip Grammy-díjat kapott A legjobb videóklip kategóriában és hét kategóriában találták legjobbnak a 2010-es MTV Video Music Awards gálán, köztük Az év videóklipjének is megválasztották. A következő évben Jonas Åkerlund rendezte a Telephone videóklipjét, ami a Paparazzi folytatása és kisfilmként készült el. A videót az MTV Video Music Awardson jelölték Az év videója kategóriában és Az évtized legjobb videóklipjének választotta a Billboard 2015 januárjában. A 2010-es Alejandro klipjét pozitívan értékelték a kritikusok, azonban a Katolikus Liga istenkáromlással vádolta az énekesnőt miatta.
Gaga második stúdióalbumáról, a Born This Way-ről (2011) a címadó első kislemezhez megjelentetett videóban egy új fajnak ad életet. A 2011-es MTV Video Music Awardson A legjobb női videóklip és A legjobb videóklip társadalmi üzenettel kategóriákban nyert el elismerést. Az ezt követően a Judashoz kiadott klipben Gaga Mária Magdolnát, míg Norman Reedus Iskarióti Júdást alakítja. A The Edge of Glory videójában Gagát láthatjuk táncolni és énekelni az utcán, és az addigi legegyszerűbb klipjének tartották. Még ugyanebben az évben adta ki a You and I klipjét is, ami arról szól, hogy megpróbálja szerelmét visszaszerezni Nebraskában. Itt mutatja be férfi alteregóját, Jo Calderone-t is. Gaga rendezte az album utolsó kislemezének, a Marry the Nightnak a 14 perces klipjét, amely azt mutatja be, hogy ugyan sikerre lelt a zeneiparban, kiadója mégis elutasította.
2013-ban jelentette meg Artpop című harmadik nagylemezét, amelynek első kislemezéhez, az Applause-hoz készült videó komplex és művészi jeleneteket tartalmaz. A G.U.Y. 11 perces videóklipjét a Hearst-kastélyban forgatták, és cameoszerepben megjelennek benne Andy Cohen és a The Real Housewives of Beverly Hills sztárjai. 2014-ben Tony Bennett-tel közösen egy dzsesszalbumot adott ki Cheek to Cheek címmel, amihez több olyan videóklipet is megjelentettek, amik a lemez stúdiós felvételeit örökítették meg. 2015-ben a Til It Happens to You című dalához adott ki videót; a dal az Egyesült Államok egyetemein történő nemi erőszak-esetekről szól. Joanne címmel 2016-ban jelent meg ötödik stúdióalbuma, és az első kislemezéhez, a Perfect Illusionhöz bemutatott klipet egy sivatagban forgatták, a történetét pedig a Million Reasons, a John Wayne és a Joanne videóiban folytatták. 2020-as Chromatica című albumáról elsőként a Stupid Love-hoz, majd a Rain on Me című dalhoz jelent meg kisvideó, amelyben Ariana Grande is szerepel Gaga mellett. A 911 című dalhoz is kiadott egy videóklipet, amelyben súlyos autóbalesetet szenved és különféle szürreális hallucinációkat él át. A Love for Sale (2021) promóciójának részeként Gaga és Bennett számos stúdióvideót tett közzé, amelyeket az egyes dalok felvételei során forgattak.
Gaga számos alkalommal jelent meg televíziós show-műsorokban, köztük vendégzsűri volt az American Idolban és a So You Think You Can Dance-ben, illetve a hangját kölcsönözte a Simpson családban is. Ezenkívül jó párszor szerepelt filmekben és reklámokban is, és két hálaadásnapi televíziós különkiadást is készített: 2011-ben az A Very Gaga Thanksgivinget és 2013-ban a Lady Gaga and the Muppets Holiday Spectaculart. Gaga főszerepet kapott az antológia jellegű Amerikai Horror Story című horrorsorozat 2015-2016-os Hotel alcímű évadjában, amiért Golden Globe-díjat kapott A legjobb színésznő minisorozatban kategóriában. Ezen kívül megjelent a sorozat 2016-os Roanoke című szezonjában is. Gaga és Bradley Cooper főszereplésével készült a 2018-as Csillag születik című zenés film, ahol Ally szerepében egy énekesnőt alakított. Színészi játéka nagy sikert aratott és egy-egy jelölést gyűjtött be A legjobb színésznő kategóriában a 91. Oscar-gálán, a 72. BAFTA-gálán, a 76. Golden Globe-gálán, valamint a 25. Screen Actors Guild-gálán, illetve ugyanabban a kategóriában elnyerte a Critics’ Choice és a National Board of Review elismeréseit. Második főszerepét a 2021-ben bemutatott A Gucci-ház című életrajzi krimiben játszotta, majd újabb főszerepet kapott a 2024-es Joker: Kétszemélyes téboly című filmben.

## Videóklipek

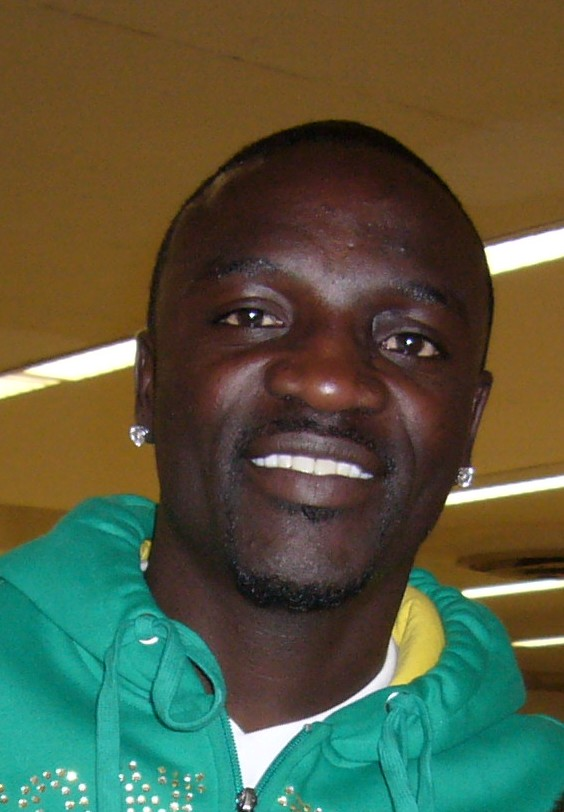
Akon megjelent Lady Gaga első videóklipjében, amely a Just Dance-hez készült.

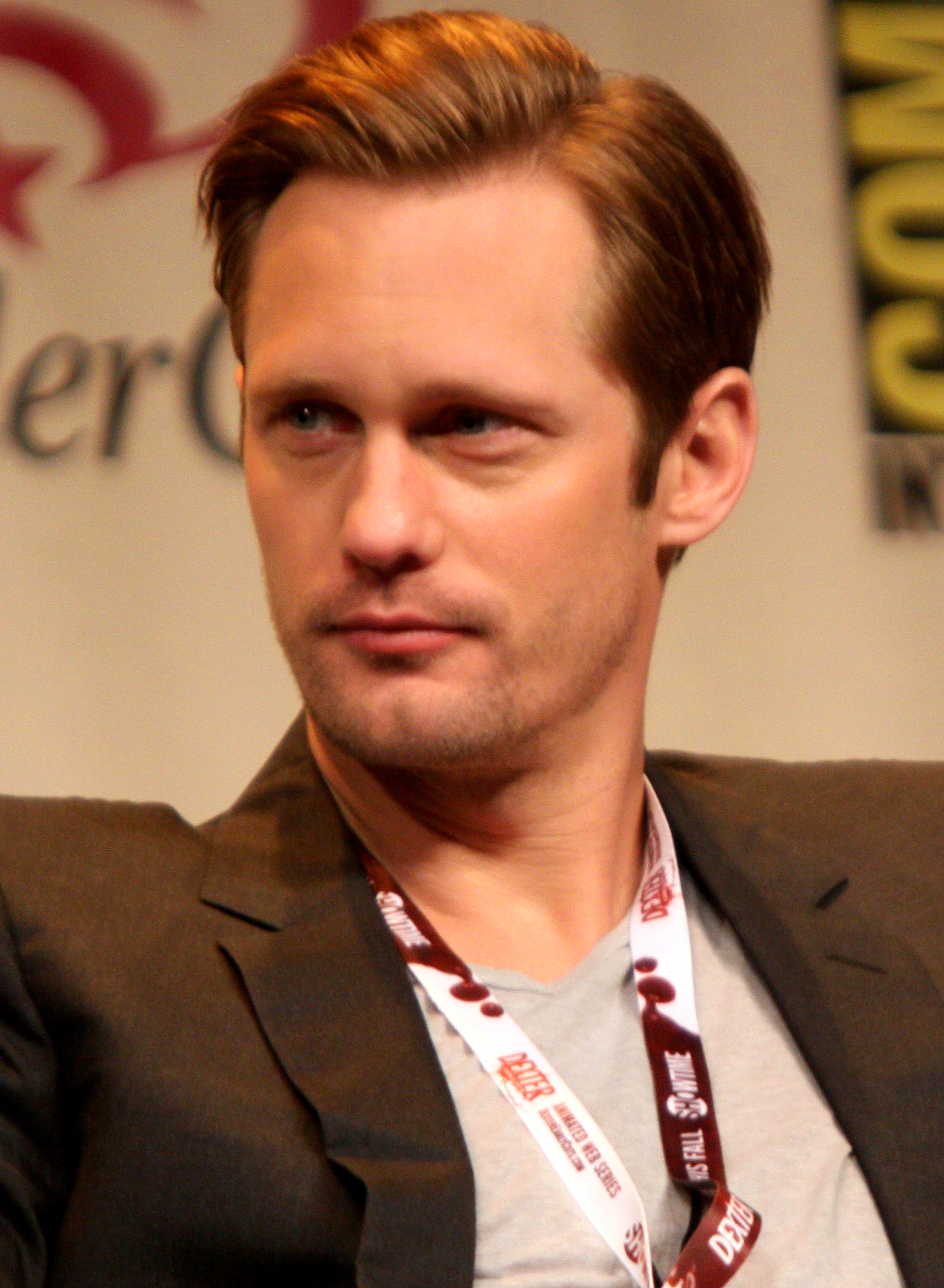
Alexander Skarsgård svéd színész Gaga párját alakítja a Paparazzi klipjében.

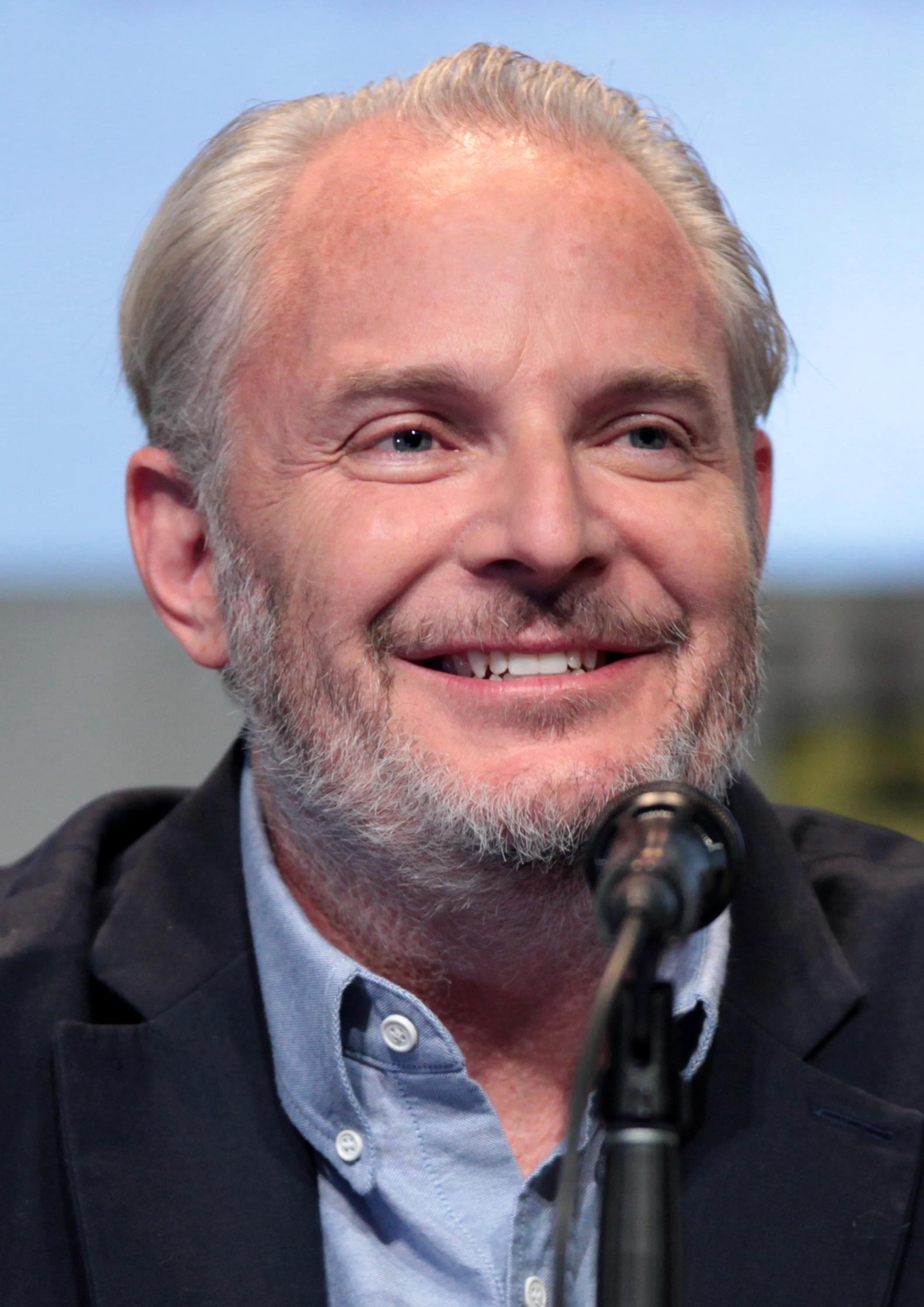
Francis Lawrence rendezte a Bad Romance videóklipjét.

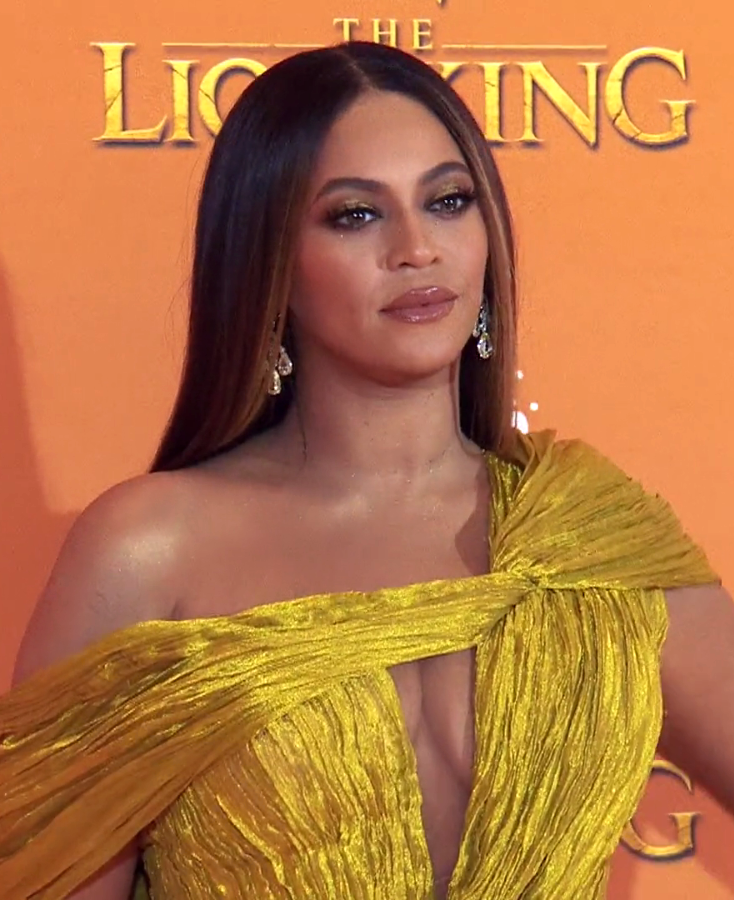
A Video Phone és a Telephone videóklipjeiben Beyoncé szerepel Gaga mellett.

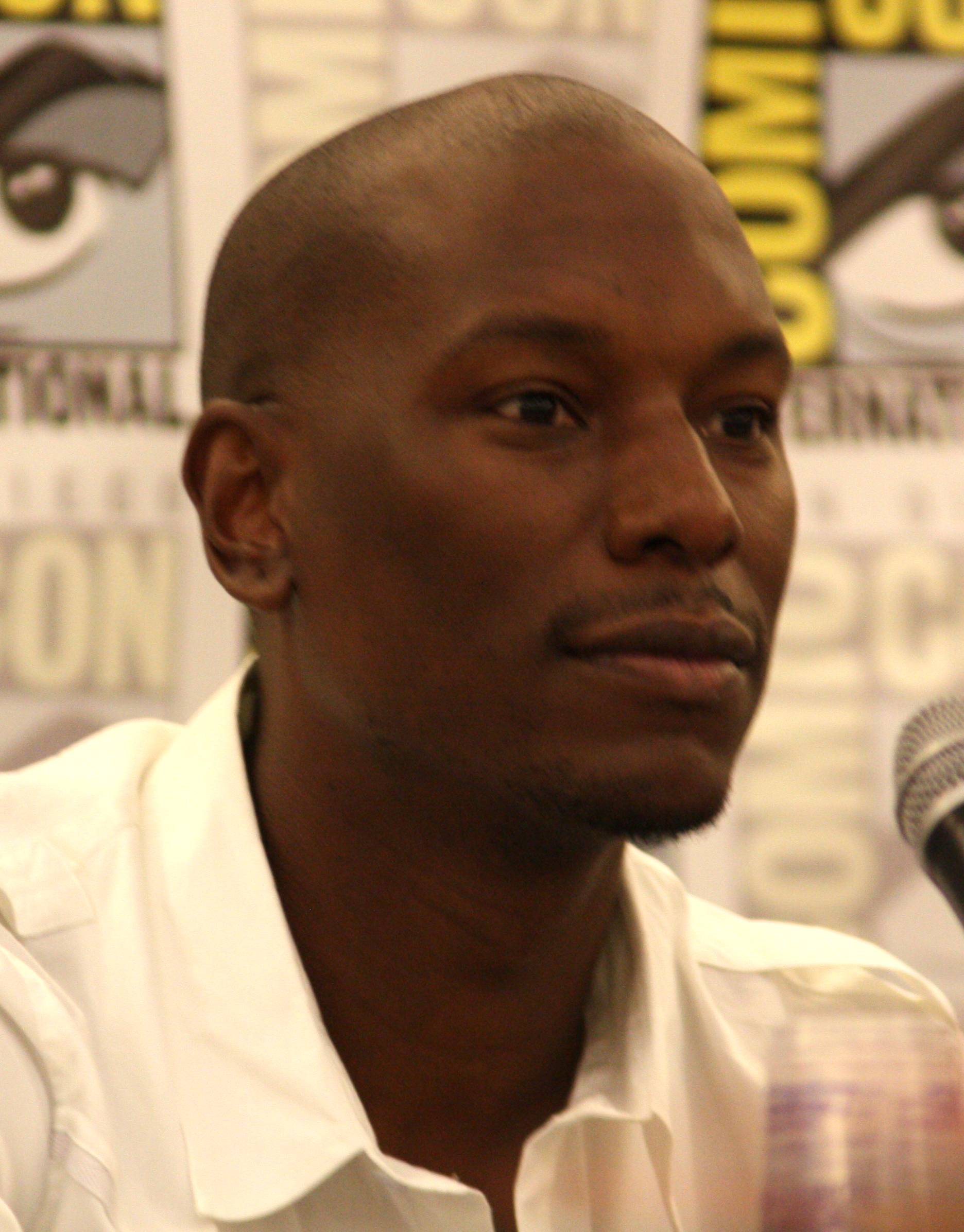
Tyrese Gibson cameoszerepet kapott a Telephone videójában.

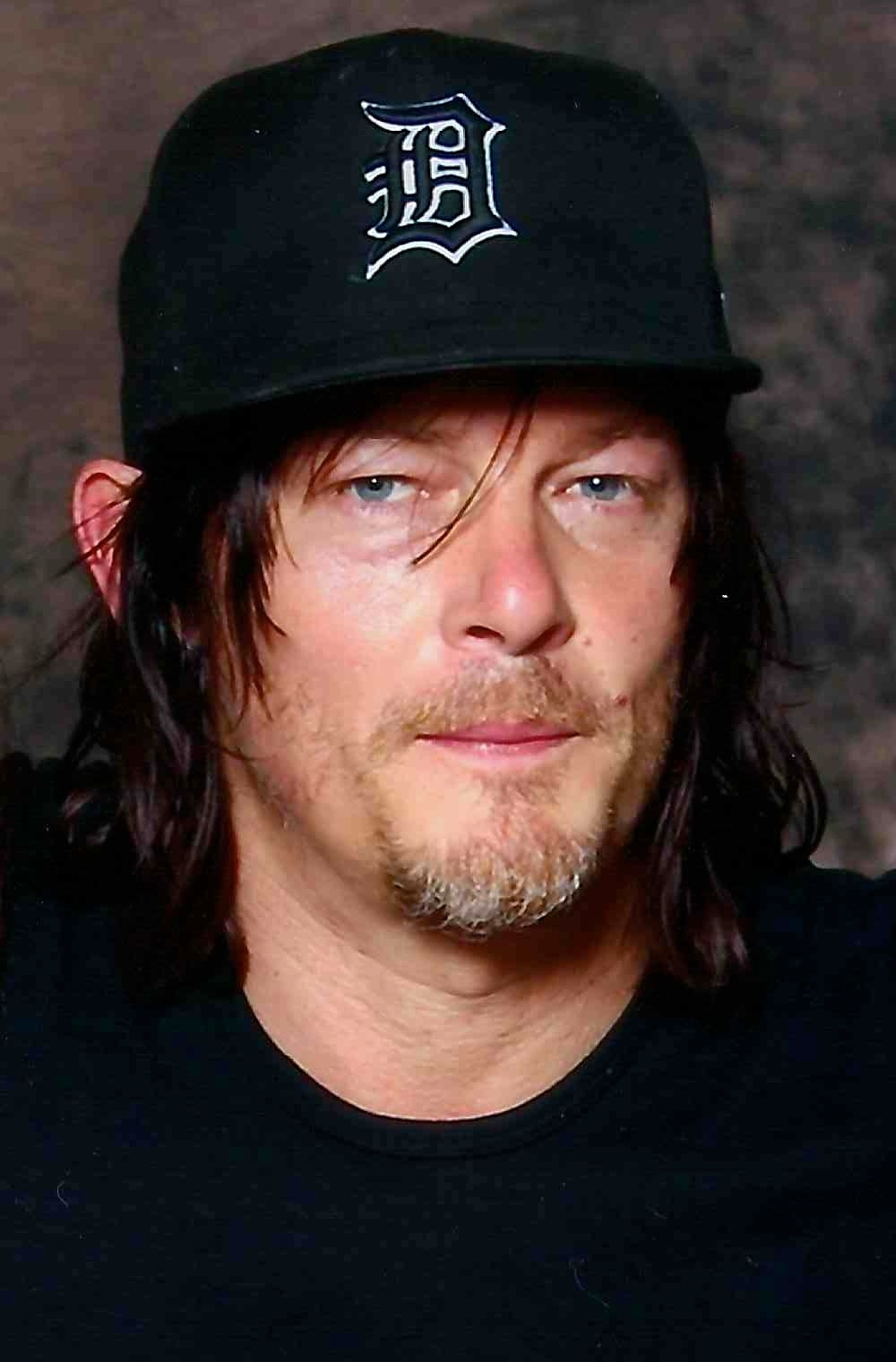
Norman Reedus alakítja a címszerepet a Judas videóklipjében.

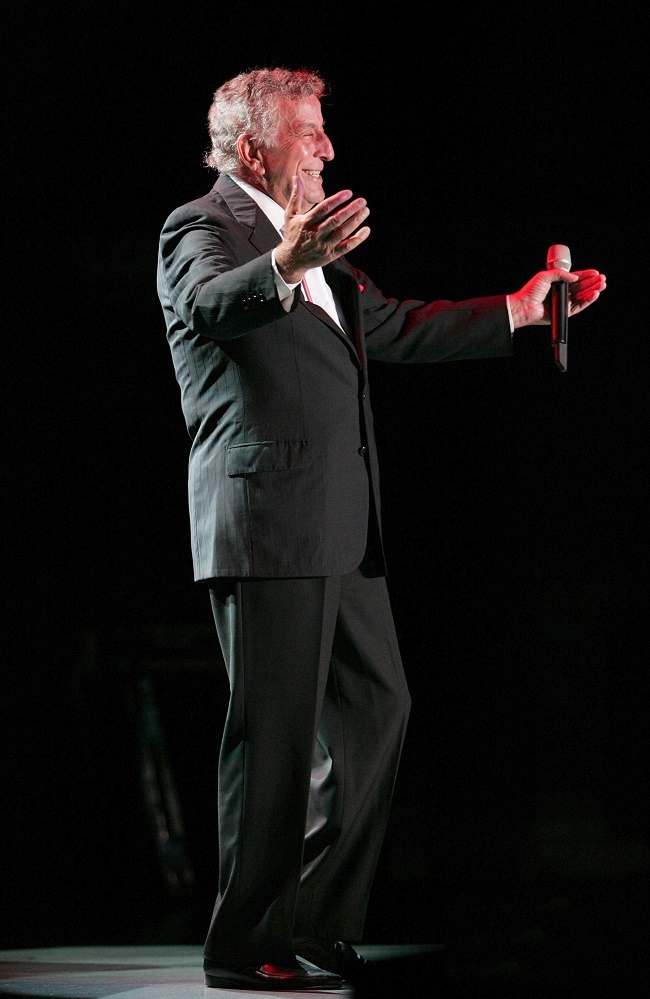
Tony Bennett feltűnik a The Lady Is a Tramp videóklipjében, és számos más videóban is szerepel a Cheek to Cheek (2014) és a Love for Sale (2021) című albumokról.

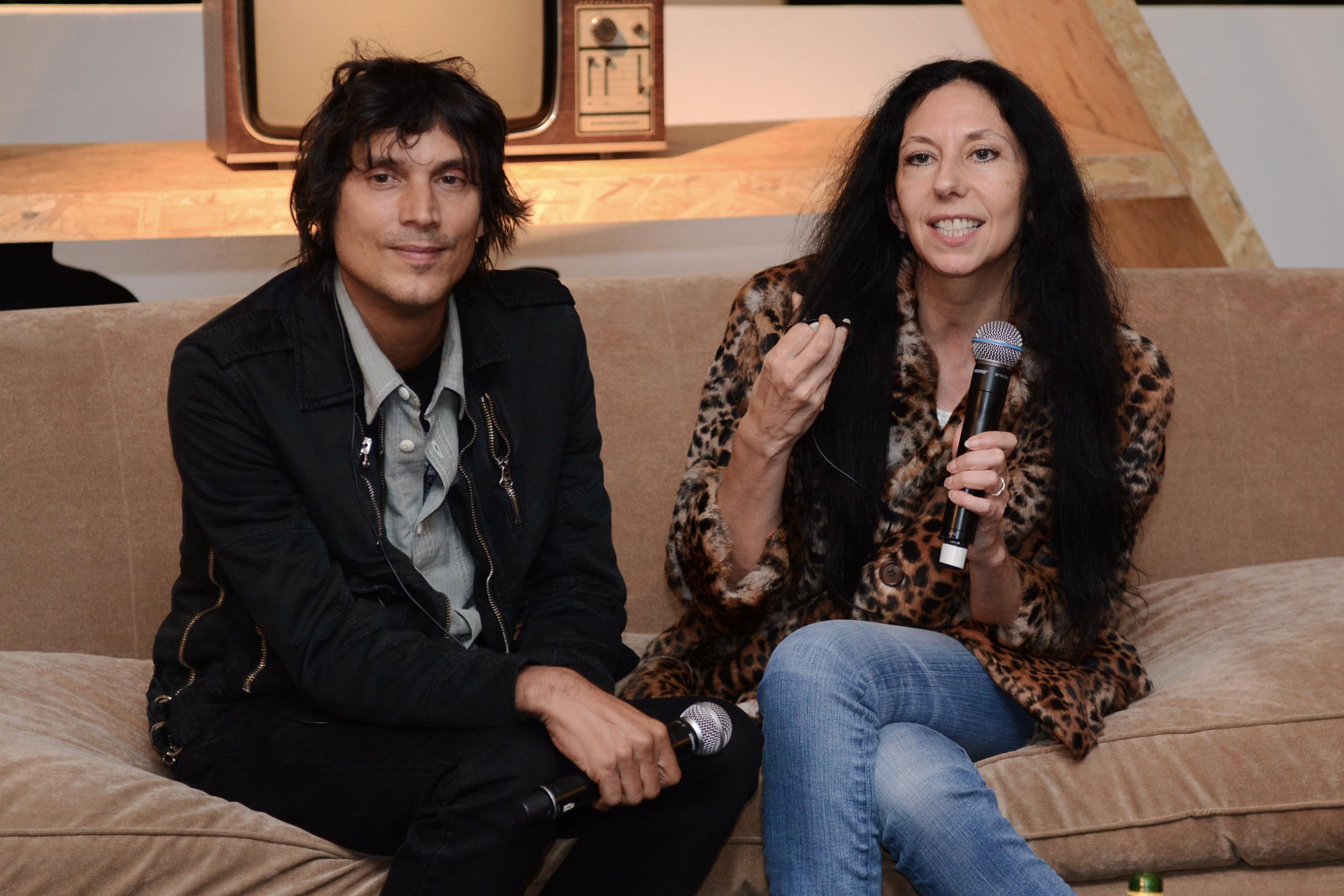
Az Applause-hoz készült klipet Inez and Vinoodh rendezték.

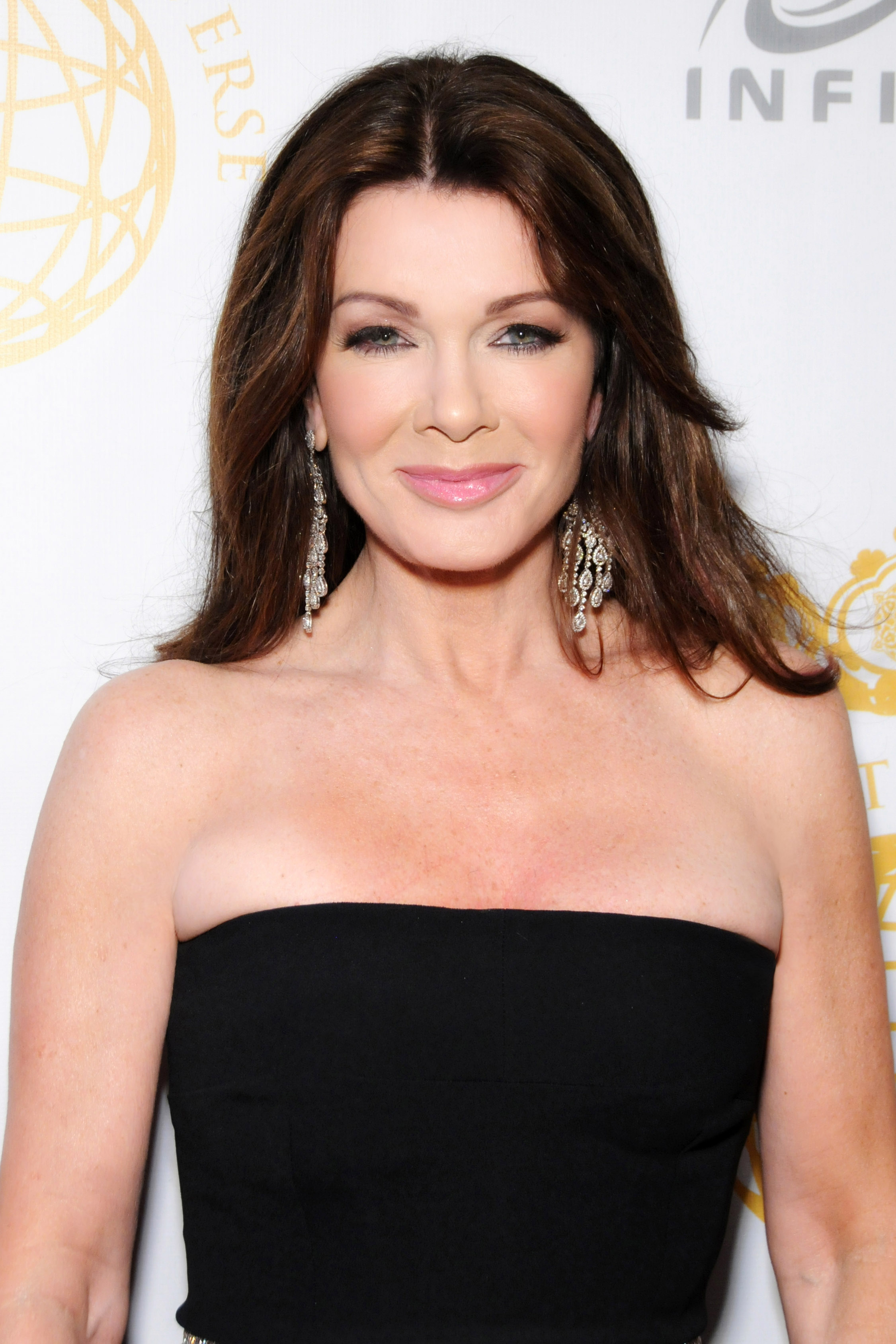
Lisa Vanderpump megjelenik a G.U.Y. klipjében Gaga bűntársaként.

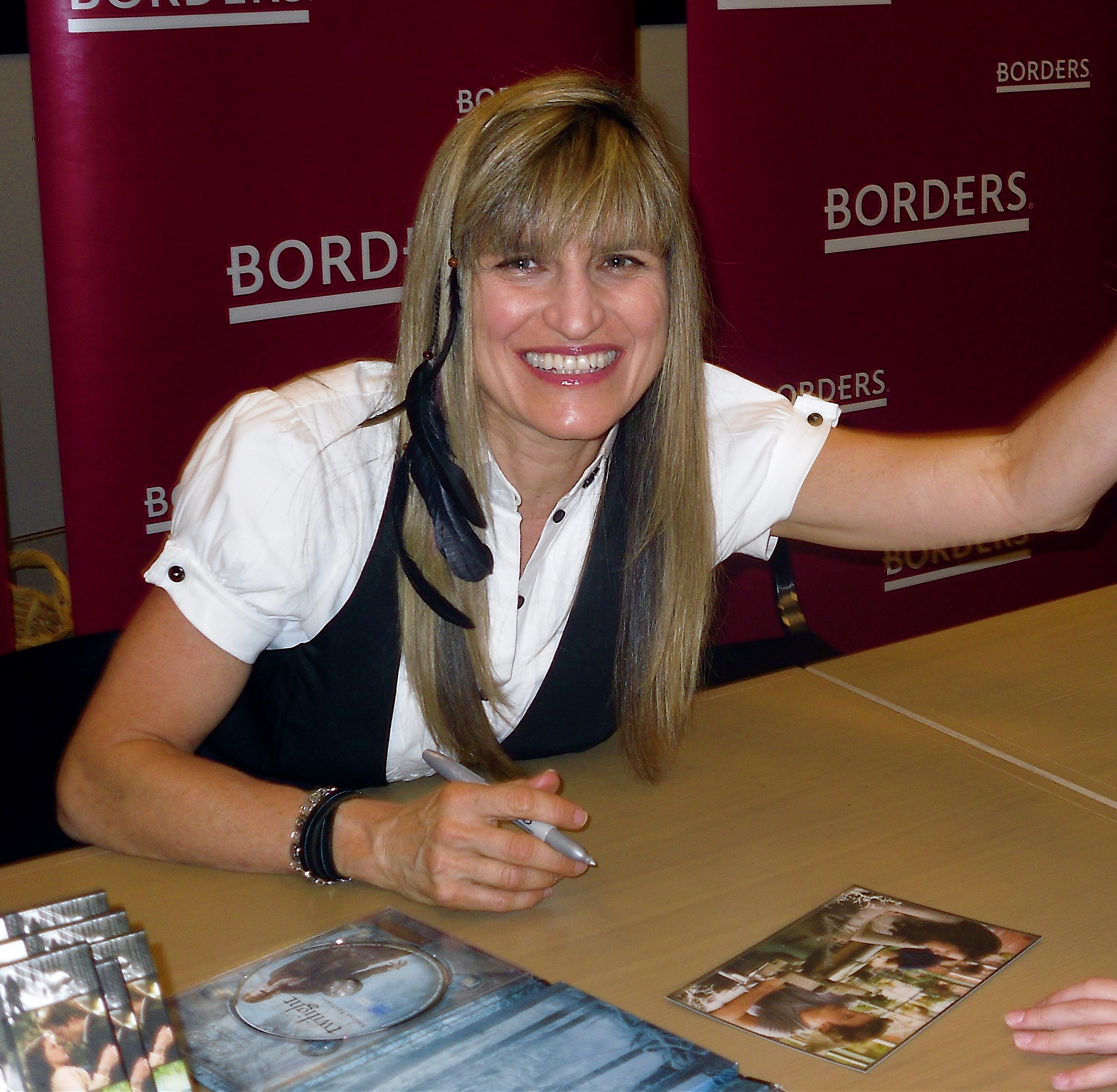
Az Alkonyat című film rendezője, Catherine Hardwicke rendezte a Til It Happens to You videóját.

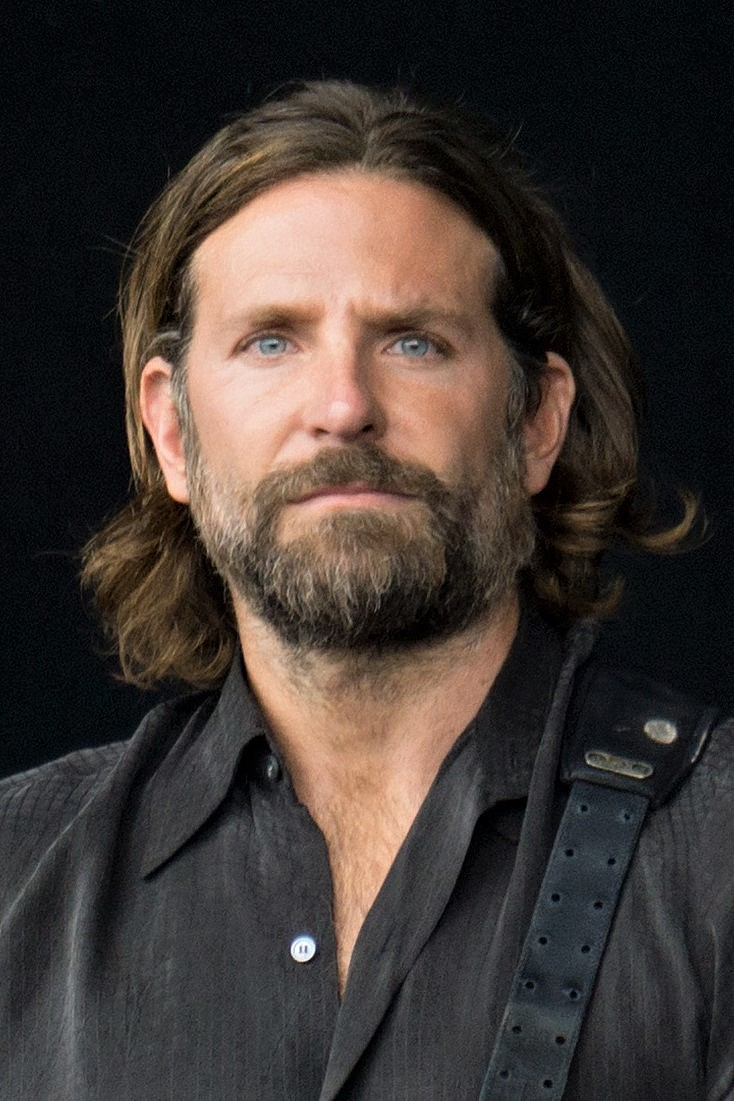
A Csillag születik dalaihoz készült videóklipekben Gaga mellett a film másik főszereplője, Bradley Cooper szerepel.

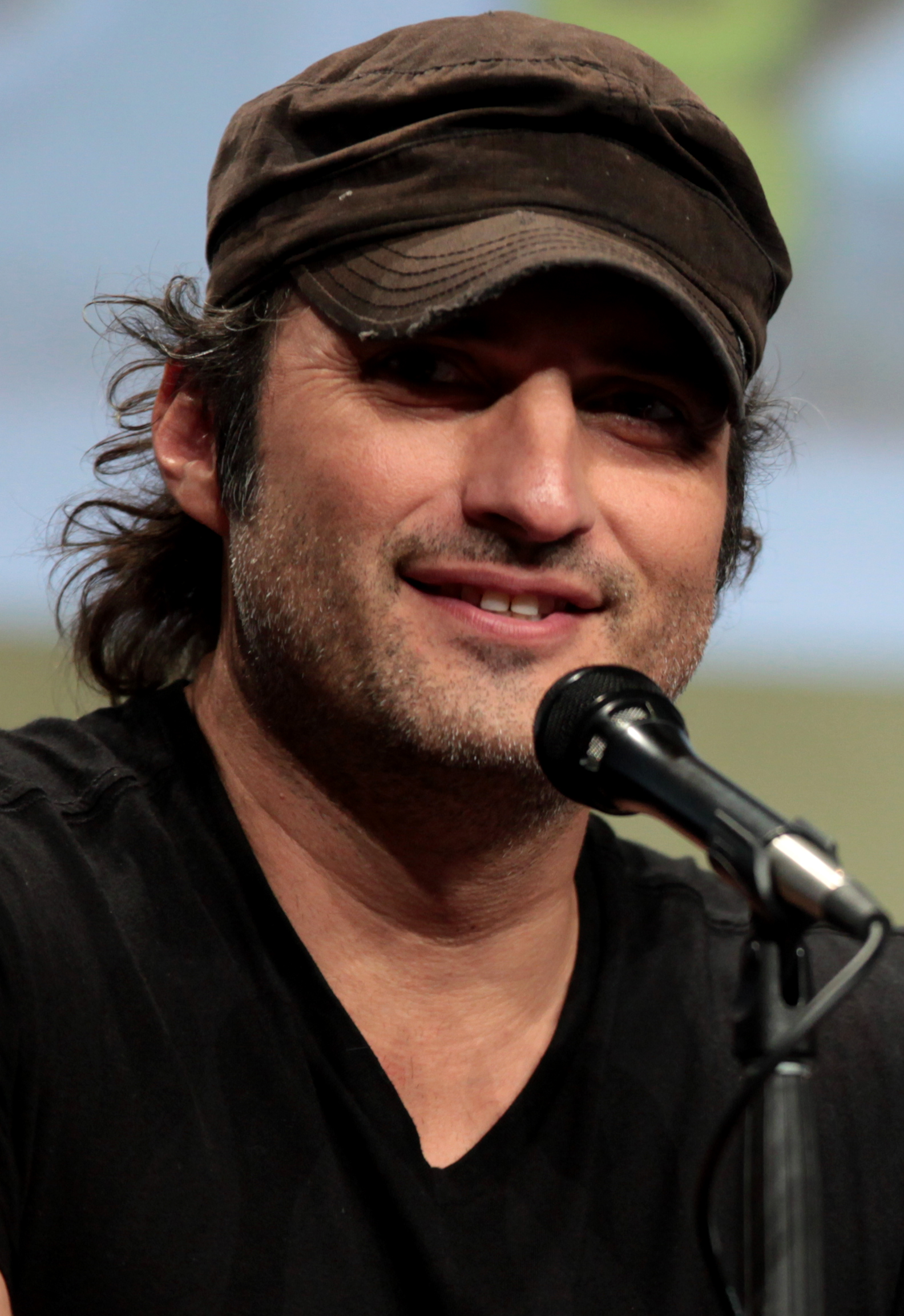
Robert Rodriguez, aki korábban dolgozott már Gagával a Machete gyilkol (2013) és a Sin City: Ölni tudnál érte (2014) című filmekben, rendezte a Rain on Me című dalhoz készített videót.

| • | Lady Gaga által rendezett videóklipeket jelöli |

| Cím                                       | Év   | Más előadó(k)                       | Rendező(k)                               | Leírás | Forr.         |
| ----------------------------------------- | ---- | ----------------------------------- | ---------------------------------------- | --- | ------------- |
| Just Dance                                | 2008 | Colby O’Donis                       | Melina Matsoukas                         | Azzal kezdődik, hogy Gaga és táncosai megérkeznek egy már véget ért házibuliba. Elindítják a dalt, ezzel arra ösztönözve a bulizókat, hogy ébredjenek fel, és kezdjenek el táncolni a zenére. A videóban Gaga régi stílusában látható, külsejét David Bowie Ziggy Stardust karaktere inspirálta. Akon és Space Cowboy is megjelennek a klipben. | [ 10 ]        |
| Beautiful, Dirty, Rich                    | 2008 | Nincs                               | Melina Matsoukas                         | A luxusvillában forgatott klipnek két változata van: az egyikben az ABC Édes, drága titkaink című sorozatából szerepelnek jelenetek, a másikban viszont nem. Gaga és táncosai az épület különböző részeiben sétálnak és táncolnak, miközben pénzt égetnek. Matsoukas sok frontális világítást és alacsony kameraszögeket használt. | [ 11 ]        |
| Poker Face                                | 2008 | Nincs                               | Ray Kay                                  | A Bwin által szponzorált videóklipet egy luxusvillában forgatták. Gaga The Fame korszakának megfelelő stílusában látható és a popkultúra mögötti elképzeléseit jelenítik meg benne. Gaga egy medencéből kiemelkedve jelenik meg tükrökkel kirakott maszkban és fekete testhez simuló ruhában. Aztán elmegy egy buliba, ahol vetkőzős pókert játszik. A Poker Face-ben használt ábrázolás futurisztikus tudományos fantasztikus stílussal készült, Gaga pedig arra próbálja rávenni a férfiakat, hogy ők vetkőzzenek le, nem pedig saját maga. | [ 10 ]        |
| Don't Give Up                             | 2009 | Nathan Ferraro                      | Ismeretlen                               | A videó Peter Gabriel és Kate Bush eredetijének feldolgozása. A klipben Gaga és Ferraro éneklik a dalt, miközben végig átölelik egymást. | [ 12 ]        |
| Eh, Eh (Nothing Else I Can Say)           | 2009 | Nincs                               | Joseph Kahn                              | Az olasz-amerikai 1950-es évek által inspirált videóklipet a LoveGame-mel egy időben forgatták Little Italy-ben. A korábbi kiadványaitól jelentősen eltérő Eh, Eh klipben Gaga és barátai egy olasz környék utcáin sétálgatnak; Gaga egy Vespán ül és énekli a dalt, miközben otthon van párjával. A videóban sztereotipikus férfi perszónákat láthatunk, mint például bajszos séfeket és macsó férfiakat asszonyverő trikókban. | [ 13 ]        |
| LoveGame                                  | 2009 | Nincs                               | Joseph Kahn                              | A videóban Gaga látható, ahogy táncol egy földalatti metróállomáson és egy parkolóban. Az énekesnő a New York-i életstílus, közte a csillogás, a rajongók és a divat előtt tisztelgett a klippel. A videóban számos utalás fedezhető fel Michael Jackson Bad klipjéből, amely szintén egy metróállomáson játszódik. | [ 14 ]        |
| Chillin                                   | 2009 | Wale                                | Chris Robinson                           | A videóklipben Wale és Gaga láthatóak több washingtoni helyszínen. A videót később a BET tévécsatornája is műsorára tűzte. | [ 15 ]        |
| Paparazzi                                 | 2009 | Nincs                               | Jonas Åkerlund                           | A klipben Gaga egy kudarcra ítélt ifjú sztárt alakít, akit mindenhová követnek a fotósok. Majdnem megöli párja, de sikerül túlélnie, és bosszúból megmérgezi. Azzal végződik, hogy Gagát letartóztatják. Gaga inspirációit a kliphez klasszikus filmekből és divatfényképészetből nyerte. Látható benne számos halott modell, a történethez kapcsolódó újságcímlapok és számos rejtett utalás. | [ 16 ]        |
| Bad Romance                               | 2009 | Nincs                               | Francis Lawrence                         | Gaga egy szürreális fürdőházban látható. Ott egy csoportnyi szupermodell elrabolja, akik elkábítják és eladják az orosz maffiának szexrabszolgaként. A videóklip azzal végződik, hogy Gaga megöli a férfit, aki megvásárolta. | [ 17 ]        |
| Video Phone                               | 2009 | Beyoncé                             | Hype Williams                            | A klipben Gaga és Beyoncé számos különböző ruhában látható, színes fegyvereket lóbálnak férfiak felé. A videó a Kutyaszorítóban című film és pin-up legenda Bettie Page előtt tiszteleg. Az év videóklipje lett a BET-gálán, és számos jelölést kapott a 2010-es MTV Video Music Awards-on. | [ 18 ]        |
| Telephone                                 | 2010 | Beyoncé                             | Jonas Åkerlund                           | A Paparazzi videóklipjének folytatásaként készült kisfilm. Miután Beyoncé leteszi az óvadékot Gagáért, egy étterembe mennek, hogy bosszút álljanak Beyoncé párján, de véletlenül megölik a többi reggeliző vendéget is. A bűntény helyszínéről való menekülés során végül egy autósüldözésbe kerülnek a rendőrséggel. A klip Quentin Tarantino és filmjei előtt tiszteleg, mint például a Kill Bill 1. (2003) és a Ponyvaregény (1994). | [ 19 ]        |
| Alejandro                                 | 2010 | Nincs                               | Steven Klein                             | Gaga meleg közösség iránti szeretete által inspirált videóban az énekesnő egy csapat katonával táncol egy éjszakai lokálban. Gaga látható apácaként, ahogy lenyel egy rózsafüzért illetve majdnem meztelen férfiak gépfegyverekkel. A kritikusok dicsérték a videó mögötti elképzelést sötét hangulata miatt, de a Katolikus Liga istenkáromlással vádolta az énekesnőt. | [ 20 ]        |
| Born This Way                             | 2011 | Nincs                               | Nick Knight                              | Salvador Dalí és Francis Bacon festők és az ő szürrealista ábrázolásmódjuk által inspirált videóban Gaga szerepel, miközben életet ad egy új fajnak a prológusban. Később Gaga látható táncosaival, illetve ahogy egy trónon ül az űrben. | [ 21 ]        |
| Judas •                                   | 2011 | Nincs                               | Lady Gaga Laurieann Gibson               | A Norman Reedus szereplésével készült videó bibliai történettel rendelkezik, amelyben Reedus alakítja Iskarióti Júdást, míg Gaga játssza Mária Magdolnát. A klipben modern időkbeli misszionáriusokként láthatóak, bemutatva ahogy a tizenkét apostol elmegy Jeruzsálembe. Szerepel benne, ahogy a Bibliában Júdás elárulja Jézust, és azzal végződik, ahogy Gagát halálra kövezik Magdolnaként. | [ 22 ]        |
| The Edge of Glory                         | 2011 | Nincs                               | Haus of Gaga                             | Gaga korábbi munkáihoz képest jóval egyszerűbb videó, amelyben az énekesnő látható, ahogy egy tűzlépcsőn táncol és egy magányos utcán sétálgat. Főleg abban különbözik a korábbi klipjeitől, hogy nincs benne bonyolult koreográfia és háttértáncos sem, illetve csupán egyetlen öltözéket, egy Versace ruhát visel. Gagán kívül egyedül Clarence Clemons jelenik még meg a videóklipben. | [ 23 ]        |
| 3-Way (The Golden Rule)                   | 2011 | The Lonely Island Justin Timberlake | Akiva Schaffer Jorma Taccone             | Timberlake és Samberg a város különböző részein énekelnek a videó elején. Timbelake elmondja, hogy azt tervezi, hogy szexelni fog egy lánnyal, akivel nemrég találkozott, és Samberg is elárulja, hogy ugyanezt tervezi. Később Gaga lakása előtt találkoznak, és kiderül, hogy mindketten ugyanazon lánnyal találkoztak, amiről nem is tudtak. A lány elmagyarázza, hogy azért hívta mindkettejüket, hogy hármasszexet folytassanak le, amibe mindketten bele is egyeznek, megemlítve az aranyszabályt. A videóklipet az SNL Digital Short sorozat részeként adták le. | [ 24 ]        |
| You and I                                 | 2011 | Nincs                               | Laurieann Gibson                         | A Nebraskában található Springfield-ben forgatott videóklipben szerepel Gaga férfi alteregója, Jo Calderone, illetve Yüyi, az énekesnő sellő alteregója. A videó fő koncepciója, hogy Gaga hosszú utat tesz meg azért, hogy szerelmével lehessen. | [ 25 ]        |
| The Lady Is a Tramp                       | 2011 | Tony Bennett                        | Unjoo Moon                               | A videóban Bennett és Gaga láthatóak, ahogy a stúdióban énekelnek mikrofonállványok előtt. | [ 26 ]        |
| Marry the Night •                         | 2011 | Nincs                               | Lady Gaga                                | A New York City-ben forgatott videó azt a történetet meséli el, hogy Gaga miként kötött szerződést kiadójával, az Interscope Records-szal, miután megszüntette vele a szerződést a Def Jam Recordings kiadó. Vannak benne jelenetek egy klinikában, egy táncstúdióban, saját New York-i lakásában, és egy parkolóházban található autó tetején. | [ 27 ]        |
| Applause                                  | 2013 | Nincs                               | Inez van Lamsweerde Vinoodh Matadin      | A videóklip olyan művekből merít inspirációt, mint Sandro Botticelli Vénusz születése című alkotása, vagy Andy Warhol ábrázolása Marilyn Monroe-ról illetve John Galliano 2009 őszi divatshow-ja. Színes és fekete-fehér, illetve művészi és komplex jelenetek szerepelnek benne, mint például Gaga feje egy hattyún, egy jelenet egy madárkalitkában, és ahogy az énekesnő egy hatalmas cilinderben üldögél. Gaga kéz alakú fehérneműt visel, illetve egy másik jelenetben kagyló melltartót hozzá illő kagylós díszítéssel. A végéhez közeledve az énekesnő egy lila, kristályszerű jelenetben tűnik fel, illetve Artpop című albumát kézmodulatok segítségével betűzi ki. | [ 28 ] [ 29 ] |
| G.U.Y. – An Artpop Film •                 | 2014 | Nincs                               | Lady Gaga                                | A dalhoz készült videóklipet a kaliforniai San Simeon közelében található Hearst-kastélyban forgatták. A videóban feltűnnek színésznők olyan valóságshow-kból, mint például a The Real Housewives of Beverly Hills, láthatóak benne Nathan Sawaya művész munkái, és a Minecraft egyik YouTube-os fejlesztője, SkyDoesMinecraft is. A 11 perces klipben Gaga egy sebesült, bukott angyalként látható, akit egy medencében élesztenek fel követői. Amint újra erőre kap, bosszút áll a férfiakon, akik levadászták, és úgynevezett G.U.Y. klónokat állít a helyükre. | [ 30 ]        |
| Anything Goes                             | 2014 | Tony Bennett                        | Nicole Ehrlich Harvey White              | Egy stúdiós videóklip, amelyben Gaga és Bennett láthatóak, miközben felveszik a Cheek to Cheek dalait. | [ 31 ]        |
| I Can’t Give You Anything but Love        | 2014 | Tony Bennett                        | Nicole Ehrlich Harvey White              | Egy stúdiós videóklip, amelyben Gaga és Bennett láthatóak, miközben felveszik a Cheek to Cheek dalait. | [ 32 ]        |
| But Beautiful                             | 2014 | Tony Bennett                        | Nicole Ehrlich Harvey White              | Egy stúdiós videóklip, amelyben Gaga és Bennett láthatóak, miközben felveszik a Cheek to Cheek dalait. | [ 33 ]        |
| It Don't Mean a Thing                     | 2014 | Tony Bennett                        | Nicole Ehrlich Harvey White              | Egy stúdiós videóklip, amelyben Gaga és Bennett láthatóak, miközben felveszik a Cheek to Cheek dalait. | [ 34 ]        |
| Til It Happens to You                     | 2015 | Nincs                               | Catherine Hardwicke                      | Fekete-fehérben készült a 2015-ös The Hunting Ground című dokumentumfilmhez. Nők elleni erőszak több esete látható, köztük szexuális jellegű bántalmazás is. A végén az áldozatok vigaszt nyernek a közeli barátaik és rokonaik segítségével. Gaga nem szerepel a videóklipben. | [ 35 ]        |
| Perfect Illusion                          | 2016 | Nincs                               | Andrea Gelardin Ruth Hogben              | Gaga egy sivatagban több tucat ember között lép fel, a tömegben feltűnnek a dal producerei is (Kevin Parker, Mark Ronson és BloodPop). | [ 36 ]        |
| Million Reasons •                         | 2016 | Nincs                               | Lady Gaga Brandon Maxwell Jessy Price    | A Perfect Illusion videóklip folytatása, melyben Gagát kihozzák a sivatagból és elviszik a stúdióba, ahol előadja a dalt. | [ 37 ]        |
| John Wayne                                | 2017 | Nincs                               | Jonas Åkerlund                           | A Million Reasons videóklip folytatása, amelyben Gaga lovagol és veszélyes motoros üldözésben vesz részt. Más jelenetekben lövöldözik és táncol neonfények alatt. | [ 38 ]        |
| Joanne (Where Do You Think You're Goin'?) | 2018 | Nincs                               | Ruth Hogben Andrea Gelardin Haus of Gaga | A John Wayne videójának folytatásaként készült klipben Gaga hangszereken játszik és a szabadban sétálgat. A videóklipben fekete-fehér jelenetek is szerepelnek. | [ 39 ]        |
| Shallow                                   | 2018 | Bradley Cooper                      | Ismeretlen                               | A videóban Gaga 2018-as Csillag születik című filmjéből láthatóak jelenetek. Gaga karaktere, Ally és Jackson Maine, akit Bradley Cooper alakít, első alkalommal adják elő közösen a dalt egy telt házas koncerten. | [ 40 ]        |
| Look What I Found                         | 2018 | Nincs                               | Ismeretlen                               | A videóban a 2018-as Csillag születik című filmből láthatóak jelenetek. Gaga karaktere, Ally egy stúdióban énekli fel a Look What I Found-ot. | [ 41 ]        |
| I’ll Never Love Again                     | 2018 | Nincs                               | Ismeretlen                               | A videóban a 2018-as Csillag születik című filmből láthatóak jelenetek. Gaga karaktere, Ally színpadra lép, hogy elhunyt férjéről, Jacksonról (Bradley Cooper) megemlékezzen. | [ 42 ]        |
| Always Remember Us This Way               | 2018 | Nincs                               | Ismeretlen                               | A videóban a 2018-as Csillag születik című filmből láthatóak jelenetek. Gaga karaktere, Ally egy koncert során színpadra lép, hogy előadja a dalt. | [ 43 ]        |
| Stupid Love                               | 2020 | Nincs                               | Daniel Askill                            | A videó fő koncepciója különféle emberek összehozása a zene és a tánc alatt. A videóban külön táncos csoportok képviseltetik magukat saját színűkkel és logóikkal, ezáltal egy-egy egyedi törzset alkotva. | [ 44 ]        |
| Rain on Me                                | 2020 | Ariana Grande                       | Robert Rodriguez                         | A videóklip tovább folytatja a Chromatica (2020) és a kettős tükörvilágok történetét, amelyekben Gaga és Grande karakterei léteznek. A kisvideó a két énekesnő ölelkezésével zárul. | [ 45 ]        |
| 911                                       | 2020 | Nincs                               | Tarsem Singh                             | A videó egy bonyolult hallucinációról szól. Gaga a kisfilm végén hirtelen egy mentőautóban visszatér a valóságba, miután súlyos autóbalesetet szenvedett. A videóban felcsendülnek a Chromatica II és a Chromatica III dalok is. | [ 46 ]        |
| I Get a Kick Out of You                   | 2021 | Tony Bennett                        | Ismeretlen                               | Egy stúdiós videóklip, amelyben Gaga és Bennett láthatóak, miközben felveszik a dalt. | [ 47 ]        |
| Love for Sale                             | 2021 | Tony Bennett                        | Ismeretlen                               | Egy stúdiós videóklip, amelyben Gaga és Bennett láthatóak, miközben felveszik a dalt. | [ 48 ]        |
| I’ve Got You Under My Skin                | 2021 | Tony Bennett                        | Ismeretlen                               | Egy stúdiós videóklip, amelyben Gaga és Bennett láthatóak, miközben felveszik a dalt. | [ 49 ]        |
| I Concentrate on You                      | 2021 | Tony Bennett                        | Ismeretlen                               | A klipben az a vázlatkészítés látható, amelynek eredményeképpen Bennett rajza megjelent a Love for Sale (2021) standard kiadásának borítóján. | [ 49 ]        |
| Dream Dancing                             | 2021 | Tony Bennett                        | Ismeretlen                               | Egy stúdiós videóklip, amelyben Gaga és Bennett láthatóak, miközben felveszik a dalt. | [ 50 ]        |
| Night and Day                             | 2021 | Tony Bennett                        | Ismeretlen                               | Egy stúdiós videóklip, amelyben Gaga és Bennett láthatóak, miközben felveszik a dalt. | [ 51 ]        |
| Hold My Hand                              | 2022 | Nincs                               | Joseph Kosinski                          | A Top Gun: Maverick (2022) rendezője, Joseph Kosinski által megálmodott videóklipben Gaga egy repülőgép alatt énekel, miközben egy kifutópályáján zongorázik. A videót a film jeleneteivel is megspékelték. A végén Gaga a dalszöveget nagy hangon énekli, miközben a repülőgépek felszállnak. | [ 52 ]        |
| Die with a Smile                          | 2024 | Bruno Mars                          | Daniel Ramos Bruno Mars                  | A videóklipben a duó egy retró színpadon adja elő a dalt egy tévéstúdió arctalan próbababákkal berendezett díszletében, miközben egy fekete-fehér kamera rögzíti őket. | [ 53 ]        |
| Disease                                   | 2024 | Nincs                               | Tanu Muino                               | A négy és fél perces videóban Gaga saját maga hátborzongató változataival szembesül, köztük egy teljesen bőrbe öltözött Gagával, véreres szemekkel, magas sarkú cipővel, cipzáras maszkkal és hosszú, acélszegélyes körmökkel. A kaotikus videóban, amely egy csendes külvárosi negyedben játszódik, az énekesnő harcol, verekszik, ölelkezik és menekül a megszemélyesített félelmei elől. | [ 54 ]        |
| Abracadabra •                             | 2025 | Nincs                               | Lady Gaga Parris Goebel Bethany Vargas   | A klip Gagával kezdődik, aki egy hatalmas terem felső szintjén áll, egy szöges piros latexruhában. Azt mondja: „A kategória: táncolj vagy meghalsz”, és ezzel elindít egy intenzív koreográfiai képsorozatot, amelyben negyven táncosból álló, fehérbe öltözött tömeg vesz részt. | [ 55 ]        |

### Vendégszereplések
| Cím             | Év   | Előadó(k)             | Rendező(k)              | Leírás | For.   |
| --------------- | ---- | --------------------- | ----------------------- | --- | ------ |
| Stiff Upper Lip | 2000 | AC/DC                 | Andy Morahan            | Lady Gaga statisztaként debütált az AC/DC videóklipjében New Yorkban. Gaga táncolva és fejét rázva látható. | [ 56 ] |
| Magnetic Baby   | 2007 | Semi Precious Weapons | Pamela Romanowsky       | A Magnetic Baby eredeti változata, amelyben a barna hajú Gaga itallal a kezében táncol.                     | [ 57 ] |
| Fat Juicy & Wet | 2025 | Bruno Mars Sexyy Red  | Bruno Mars Daniel Ramos | A videóban Gaga pezsgőt bont, és Mars, Red és Rosé társaságában táncol.                                     | [ 58 ] |

## Videóalbumok
| Cím                                                                | Album részletek                                                                                              | Leírás |
| ------------------------------------------------------------------ | --- | --- |
| The Fame Monster: Video EP                                         | - Megjelent: 2010. május 7. - Kiadó: Streamline, Interscope, Cherrytree, KonLive - Formátum: Letöltés        | Gaga első hét kislemezének videóklipjeit tartalmazza.                                                                                       |
| Lady Gaga Presents the Monster Ball Tour: At Madison Square Garden | - Megjelent: 2011. november 21. - Kiadó: Streamline, Interscope, Kon Live - Formátum: DVD, Blu-ray, letöltés | Az HBO-n 2011 májusában sugárzott koncertfelvételt tartalmazza számos extrával kiegészítve.                                                 |
| Tony Bennett and Lady Gaga: Cheek to Cheek Live!                   | - Megjelent: 2015. január 20. - Kiadó: Streamline, Interscope, Columbia - Formátum: DVD, Blu-ray, letöltés   | Tony Bennett és Lady Gaga televíziós különkiadásának koncertfelvételét tartalmazza, amely a PBS csatornán volt látható 2014. október 24-én. |

## Filmográfia

### Film
|  | A még be nem mutatott filmeket jelöli |

| Cím                                                       | Év   | Szerep            | Megjegyzés                  | Forr.  |
| --------------------------------------------------------- | ---- | ----------------- | --------------------------- | ------ |
| Machete gyilkol (Machete Kills)                           | 2013 | La Chameleón      | Mellékszerep                | [ 62 ] |
| Muppet-krimi: Körözés alatt (Muppets Most Wanted)         | 2014 | Önmaga            | Cameoszerep                 | [ 63 ] |
| Sin City: Ölni tudnál érte (Sin City: A Dame to Kill For) | 2014 | Bertha            | Mellékszerep                | [ 64 ] |
| Gaga: Five Foot Two                                       | 2017 | Önmaga            | Dokumentumfilm; producer is | [ 65 ] |
| Csillag születik (A Star Is Born)                         | 2018 | Ally Campana      | Főszerep                    | [ 66 ] |
| A Gucci-ház (House of Gucci)                              | 2021 | Patrizia Reggiani | Főszerep                    | [ 67 ] |
| Joker: Kétszemélyes téboly (Joker: Folie à Deux)          | 2024 | Harley Quinn      | Főszerep                    | [ 68 ] |

### Televízió
| Cím                                                                | Év      | Szerep                       | Megjegyzés                                                                                        | Forr.   |
| ------------------------------------------------------------------ | ------- | ---------------------------- | ------------------------------------------------------------------------------------------------- | ------- |
| Maffiózók                                                          | 2001    | Osztálytárs                  | Az Örömök és bosszúságok című epizódban Nem szerepel a stáblistában                               | [ 69 ]  |
| Boiling Points                                                     | 2005    | Önmaga                       | Nem szerepel a stáblistában                                                                       | [ 70 ]  |
| Gossip Girl – A pletykafészek                                      | 2009    | Önmaga                       | A diszkó végnapjai című epizódban Cameoszerep                                                     | [ 71 ]  |
| Saturday Night Live                                                | 2009    | Zenei vendég                 | A Ryan Reynolds/Lady Gaga című epizódban                                                          | [ 72 ]  |
| Double Exposure                                                    | 2010    | Önmaga                       | A No One Can Work Like This című epizódban                                                        | [ 73 ]  |
| Lady Gaga Presents the Monster Ball Tour: At Madison Square Garden | 2011    | Önmaga                       | Televíziós különkiadás                                                                            | [ 74 ]  |
| American Idol                                                      | 2011    | Mentor                       | 10. évad                                                                                          | [ 75 ]  |
| Saturday Night Live                                                | 2011    | Zenei vendég                 | A Justin Timberlake/Lady Gaga című epizódban                                                      | [ 76 ]  |
| Inside the Outside                                                 | 2011    | Önmaga                       | Dokumentumfilm                                                                                    | [ 77 ]  |
| So You Think You Can Dance                                         | 2011    | Vendégzsűri                  | A 8. szezon, 3. epizódjában                                                                       | [ 78 ]  |
| A Very Gaga Thanksgiving                                           | 2011    | Önmaga                       | Televíziós különkiadás                                                                            | [ 79 ]  |
| Dick Clark's New Year's Rockin' Eve                                | 2011    | Önmaga                       | Televíziós különkiadás                                                                            | [ 80 ]  |
| A Simpson család                                                   | 2012    | Önmaga                       | A Lisa Gaga című epizódban                                                                        | [ 81 ]  |
| Opening Act                                                        | 2012    | Önmaga                       | A Von & Lady Gaga című epizódban                                                                  | [ 82 ]  |
| Who the F–k is Arthur Fogel?                                       | 2013    | Önmaga                       | Dokumentumfilm                                                                                    | [ 83 ]  |
| Saturday Night Live                                                | 2013    | Zenei vendég/Műsorvezető     | A Lady Gaga című epizódban                                                                        | [ 84 ]  |
| Lady Gaga and the Muppets' Holiday Spectacular                     | 2013    | Önmaga                       | Televíziós különkiadás                                                                            | [ 85 ]  |
| Tony Bennett and Lady Gaga: Cheek to Cheek Live!                   | 2014    | Önmaga                       | Televíziós különkiadás                                                                            | [ 86 ]  |
| Amerikai Horror Story: Hotel                                       | 2015–16 | Elizabeth Johnson / A Grófnő | 12 epizód. Alakításáért Golden Globe-díjat kapott A legjobb színésznő minisorozatban kategóriában | [ 88 ]  |
| Variety Studio: Actors on Actors                                   | 2016    | Önmaga                       | 4. évad                                                                                           | [ 89 ]  |
| Amerikai Horror Story: Roanoke                                     | 2016    | Scathach                     | 3 epizód                                                                                          | [ 90 ]  |
| Saturday Night Live                                                | 2016    | Zenei vendég                 | A Tom Hanks/Lady Gaga című epizódban                                                              | [ 91 ]  |
| The Late Late Show with James Corden                               | 2016    | Önmaga                       | Carpool karaoke                                                                                   | [ 92 ]  |
| Tony Bennett Celebrates 90: The Best Is Yet to Come                | 2016    | Önmaga                       | Televíziós különkiadás                                                                            | [ 93 ]  |
| Super Bowl LI félidei show                                         | 2017    | Önmaga/Fellépő               | Super Bowl LI                                                                                     | [ 94 ]  |
| RuPaul – Drag Queen leszek!                                        | 2017    | Önmaga/Vendégzsűri           | Az Oh My Gaga című epizódban                                                                      | [ 95 ]  |
| The Defiant Ones                                                   | 2017    | Önmaga                       | Dokumentumfilm                                                                                    | [ 96 ]  |
| One World: Together at Home                                        | 2020    | Önmaga                       | Televíziós különkiadás                                                                            | [ 97 ]  |
| The Me You Can’t See                                               | 2021    | Önmaga                       | Dokumentum sorozat                                                                                | [ 98 ]  |
| Jóbarátok: Újra együtt                                             | 2021    | Önmaga                       | Televíziós különkiadás                                                                            | [ 99 ]  |
| One Last Time: An Evening with Tony Bennett and Lady Gaga          | 2021    | Önmaga                       | Televíziós különkiadás                                                                            | [ 100 ] |
| MTV Unplugged Presents: Tony Bennett & Lady Gaga                   | 2021    | Önmaga                       | Televíziós különkiadás                                                                            | [ 101 ] |
| Variety Studio: Actors on Actors                                   | 2022    | Önmaga                       | 15. évad                                                                                          | [ 102 ] |
| Gaga Chromatica Ball                                               | 2024    | Önmaga                       | Televíziós különkiadás                                                                            | [ 103 ] |

## Reklámok
| Vállalat / Termék      | Év   | Rendező(k)        | Felhasznált dal(ok)                                     | Leírás | Forr.           |
| ---------------------- | ---- | ----------------- | ------------------------------------------------------- | --- | --------------- |
| F1 Rocks               | 2009 | Ismeretlen        | Just Dance LoveGame The Fame I Like It Rough Poker Face | A videóban Gaga Szingapúrt népszerűsíti, mint turisztikai célpont az F1 Rocks idején. | [ 104 ]         |
| RTL Television         | 2009 | Matthew Williams  | LoveGame                                                | A videóban Gaga táncol és különféle pózokban látható. | [ 105 ]         |
| RTL Television         | 2011 | Stephanie Wimmer  | The Edge of Glory                                       | A német RTL kereskedelmi tévécsatorna számára készült reklámsorozat, melyet olyan filmek inspiráltak, mint a Metropolis (1927), a 2046 (2004) és Sin City – A bűn városa (2005). A reklámokban Gaga az RTL II új 3D-s logóját reklámozza.                                              | [ 106 ]         |
| MAC Cosmetics          | 2011 | Nick Knight       | –                                                       | A videóban Gagát láthatjuk, amint szótlanul magára teszi a kampányban szereplő rúzst. | [ 107 ]         |
| Google Chrome          | 2011 | Laurieann Gibson  | The Edge of Glory                                       | A Lady Gaga vendégszereplésével készült Saturday Night Live epizódja során bemutatott reklám, melyben Gaga a Brooklyn hídon keresztül fut és tánclépéseit gyakorolja, illetve rajongóinak üzen az interneten keresztül.                                                                | [ 108 ]         |
| MTV Video Music Awards | 2011 | Ismeretlen        | Government Hooker Heavy Metal Lover                     | A videóban Gaga látható, amint csapatával iszik és táncol. A Semi Precious Weapons, a The Dirty Pearls, Lady Starlight és Darian Darling is feltűnnek cameoszerepekben. | [ 109 ]         |
| Fame                   | 2012 | Steven Klein      | Scheiße                                                 | A videóban Gaga fekete anyagot karmol le férfi modelljei arcáról, ezzel bemutatva fekete színű parfümjét. A reklám végén Lady Gaga teste egy, a parfüm kupakjához hasonló színű aranyszoborrá válik.                                                                                   | [ 110 ]         |
| O2 Tracks              | 2013 | David Wilson      | Do What U Want                                          | Az O2 zeneapplikációját reklámozó videóban a vásárlók hat nappal a hivatalos megjelenés előtt belehallgathattak az énekesnő Artpop albumába. A videóban Gagáról láthatóak jelenetek egy nagy, kék lufikból álló helyiségben.                                                           | [ 111 ]         |
| The O2 Arena           | 2014 | David Wilson      | Applause                                                | Az ArtRave: The Artpop Ball turné európai szakaszát reklámozó videóban Gaga egy hatalmas ezüst lufiból tűnik elő, majd az aréna felé veszi az irányt, ahol a zene és az éljenzés egyre hangosabbá válik.                                                                               | [ 112 ]         |
| Eau de Gaga            | 2014 | Steven Klein      | I Can't Give You Anything but Love                      | A reklámban Gaga egy csapat félmeztelen férfi modell körül látható. | [ 113 ]         |
| H&M                    | 2014 | Johan Renck       | It Don't Mean a Thing                                   | Magical Holidays („Varázslatos ünnepek”) címmel Gaga és Tony Bennett gyönyörű modelleknek ad 1940-es évek stílusára emlékeztető partit. | [ 114 ]         |
| Shiseido               | 2015 | Ellen von Unwerth | Cheek to Cheek                                          | Gaga saját New York-i lakásában felvett videósorozat, melyben az énekesnő kutyája is feltűnik. Néhány jelenetben Gaga barátai is szerepelnek egy buliban. | [ 115 ]         |
| Tom Ford               | 2015 | Nick Knight       | I Want Your Love                                        | Egy divatfilm Tom Ford 2016-os tavaszi kampányához, melyben Gaga és néhány modell a kifutón felvonul és táncol. | [ 116 ]         |
| Barnes & Noble         | 2015 | Jonas Åkerlund    | Baby, It's Cold Outside                                 | Gaga és Tony Bennett egy könyvesbolt lánc ünnepi kampányában tűnnek fel, melyben a Barnes & Noble bolt sorait járják, hogy meglepjék egymást egy-egy ajándékkal. | [ 117 ]         |
| Tiffany & Co.          | 2017 | Grace Coddington  | –                                                       | A videóban Gaga arról beszél, milyen volt felnőni New Yorkban és mit jelent kreatívnak lenni. A reklámot hivatalosan az 51. Super Bowl félidei showja előtt sugározták, amelyben Gaga lépett fel.                                                                                      | [ 118 ]         |
| Revlon                 | 2017 | Brett Ratner      | Million Reasons                                         | A The Love Project-ben („A szeretet projekt”) Gaga, Pharrell Williams és Ellen DeGeneres mesélik el, számukra mit jelent a szeretet. A kampány célja pénzgyűjtés volt olyan alapítványok számára, mint a Born This Way Alapítvány, a From One Hand to Another és a The Trevor Project. | [ 119 ]         |
| Staples Inc.           | 2017 | Ismeretlen        | Born This Way                                           | A DonorsChoose.org szervezettel és a Born This Way Alapítvánnyal együttműködve Gaga egy helyettesítő tanárt alakít a videóban és arról kérdezi a diákokat, hogy mivé szeretnének válni a jövőben.                                                                                      | [ 120 ]         |
| Tudor Watches          | 2017 | Mark Romanek      | Rondo Alla Turca                                        | „Merni születtem” címmel Gaga két szerepben látható, miközben a saját sötét alteregójával harcol egy zongorajátékban. | [ 121 ]         |
| Haus Laboratories      | 2019 | Daniel Sannwald   | Babylon (The Haus Labs Mix)                             | A Haus Laboratories kozmetikai márka bejelentő videója, amelyben Gaga az egyéniség fontosságára hívja fel a figyelmet saját gyártású sminkmárkájával. | [ 122 ] [ 123 ] |
| Haus Laboratories      | 2019 | Ismeretlen        | Ismeretlen                                              | A videóban Gaga mellett számos modell látható, amint a Cosmic Love Holiday Collection első részét népszerűsítik. | [ 124 ]         |
| Apple Inc.             | 2020 | Daniel Askill     | Stupid Love                                             | „iPhone 11 Pro-val forgatva” című kampányban a Stupid Love videoklipjéből egy perc látható. | [ 125 ]         |
| Haus Laboratories      | 2020 | Ismeretlen        | Ismeretlen                                              | A reklámfilmben Gaga különféle pózokban látható és a márka új, Eye-Dentify nevű gélceruzás szemceruzáját mutatja be. | [ 126 ]         |
| Valentino              | 2020 | Harmony Korine    | Sine from Above (Piano Version)                         | A Voce Viva parfüm kampányához Gaga vörös ruhában jelenik meg a szabadban. A képeket különböző etnikumok emberei tarkítják az előadásaikkal a világszövetséget ábrázolva. | [ 127 ]         |
| Dom Pérignon           | 2021 | Nick Knight       | Free Woman                                              | „Queendom” címmel, Gaga egy óriási pezsgősüveget fog a kezében és mozog vele, miközben kavargó mozgásmintákban keveredik a háttérrel, majd csatlakozik a többiekhez egy pohárköszöntő erejéig.                                                                                         | [ 128 ]         |

## Web
| Cím                                                                | Év        | Szerep | Megjegyzés                             | Forr.   |
| ------------------------------------------------------------------ | --------- | ------ | -------------------------------------- | ------- |
| Gagavision                                                         | 2009–2020 | Önmaga | Websorozat; 47 epizód                  | [ 129 ] |
| Monstervision                                                      | 2012      | Önmaga | Websorozat; 8 epizód                   | [ 130 ] |
| ArtRave                                                            | 2013      | Önmaga | Élő közvetítésű promóciós esemény      | [ 131 ] |
| Lady Gaga Live at Roseland Ballroom                                | 2014      | Önmaga | Élő közvetítésű rezidencia-koncert     | [ 132 ] |
| Dive Bar Tour                                                      | 2016      | Önmaga | Élő közvetítésű promóciós koncertturné | [ 133 ] |
| Dear Class of 2020                                                 | 2020      | Önmaga | Virtuális esemény                      | [ 134 ] |
| Paper x Club Quarantine Presents: Lady Gaga's Chromatica Fundrager | 2020      | Önmaga | Zoom-on keresztüli közvetítés          | [ 135 ] |
| Beloved Community Talks – The Power of Unlearning                  | 2021      | Önmaga | Virtuális esemény                      | [ 136 ] |
| The Power of Kindness                                              | 2021      | Önmaga | Virtuális esemény                      | [ 137 ] |

## Fordítás
- Ez a szócikk részben vagy egészben  a   Lady Gaga videography című angol Wikipédia-szócikk fordításán alapul.  Az eredeti cikk szerkesztőit annak laptörténete sorolja fel. Ez a jelzés csupán a megfogalmazás eredetét és a szerzői jogokat jelzi, nem szolgál a cikkben szereplő információk forrásmegjelöléseként.